# Beerberg (Steigerwald)
Der Beerberg ist ein 476 Meter hoher Berg im Steigerwald und gehört zu den höchsten Erhebungen des Nordsteigerwalds. Er liegt in den Gemeinden Knetzgau und Oberaurach im unterfränkischen Landkreis Haßberge.

## Geographische Lage
Der Beerberg befindet sich im nördlichen Teil des Mittelgebirges Steigerwald, das nahezu deckungsgleich mit dem Naturpark Steigerwald ist. Der nördliche Teil des Beerbergs liegt im Naturwald Knetzberge-Böhlgrund, einem der größten Waldschutzgebiete und Naturwälder Bayerns. Der Berg ragt deutlich aus der umliegenden Landschaft heraus und ist besonders von den südlich gelegenen Orten gut sichtbar. Er erstreckt sich über die Gemarkungen Neuschleichach und Zell am Ebersberg und liegt etwa zwei Kilometer nordwestlich von Neuschleichach, einem Gemeindeteil von Oberaurach.
Südlich des Beerbergs entspringt die Aurach, ein Nebenfluss der Regnitz. Zu den benachbarten Erhebungen zählen der Sauknock (460 m ü. NHN) im Süden, der Trauberg (383 m ü. NHN) im Westen und der Euerberg (491 m ü. NHN) im Südwesten, der als dritthöchster Berg des Steigerwalds gilt. Nördlich schließen sich die Berge Großer Knetzberg (488 m ü. NHN), Kleiner Knetzberg (447 m ü. NHN) und der Hollacher Berg (409 m ü. NHN) an, die für archäologische Stätten wie die Wallanlagen auf den Knetzbergen bekannt sind.
Im Süden liegt außerdem der Ort Fabrikschleichach und der Burgstall am Treuberg im Nordwesten.

## Bodendenkmal
Am Beerberg befindet sich das Rennerkreuz, ein Weg- bzw. Steinkreuz aus Sandstein im Rokokostil. Es wurde 1768 zu Ehren von Johann Renner errichtet und ist unter der Aktennummer D-6-74-159-29 in der Bayerischen Denkmalliste eingetragen. Das Denkmal besteht aus einem griechischen Eisernen Kreuz mit Korpus auf einem Inschriftsockel. Es befindet sich im Staatswald am südlichen Hang des Beerbergs auf einer Höhe von 467 m ü. NHN.

## Naturschutz
Der Beerberg ist Teil des Naturwalds Knetzberge-Böhlgrund, eines der größten Waldschutzgebiete und Naturwälder Bayerns. Im Rahmen eines Forschungsprojekts wurden in diesem Schutzgebiet 10.595 xylobionte Käferarten nachgewiesen, darunter 22 bisher nicht dokumentierte Arten wie der Hirschkäfer. Hervorzuheben sind neun Urwaldreliktarten, darunter der seltene Breitschulterbock, sowie der Scharlachrote Plattkäfer. Der Berg gehört zudem zu den Schutzgebieten des FFH-Gebiets Buchenwälder und Wiesentäler des Nordsteigerwalds sowie des Vogelschutzgebiets Oberer Steigerwald.
Am Südhang des Beerbergs befindet sich der geschützte Landschaftsbestandteil Beerberg-Südhang, der 1988 ausgewiesen wurde. Dieses Schutzgebiet umfasst mehrere kleinere Biotope und dient dem Erhalt wertvoller Lebensräume sowie der Belebung des Landschaftsbildes bei Neuschleichach. Bei einer Biotopkartierung 2016 wurden hier unter anderem artenreiches Extensivgrünland (6510) und basenreiche Magerrasen (6210) identifiziert.
Des Weiteren befindet sich am nordwestlichen Rand des Beerbergs das Naturwaldreservat Böhlgrund, das zur Zeit seiner Ausweisung im Jahr 2010 das größte Naturwaldreservat Bayerns außerhalb des Alpenraums war. Die Böden im Böhlgrund sind nicht nur von Buchen besiedelt, sondern auch von Arten wie Traubeneiche, Hainbuche, Linde, Esche, Bergahorn sowie selteneren Bäumen wie Elsbeere und Speierling. Im Frühling überzieht der Bärlauch die unteren Hanglagen, begleitet von Pflanzen wie Waldmeister, Knoblauchsrauke und selteneren Arten wie dem Gefleckten Aronstab und Seidelbast.